# Chmielina (obwód wołogodzki)
Chmielina (ros. Хмелина) – wieś w Rosji, w rejonie czerepowieckim obwodu wołogodzkiego. W 2010 liczyła 5 mieszkańców.